# 同善护士学院
同善护士学院（英語：Tung Shin Academy of Nursing），是一所位於馬來西亞吉隆坡的私立学院。